# 高瀨智章
高瀨智章，日本男性人物設計師、動畫師。

## 人物簡介
早年進入動畫公司XEBEC之後，首次以原畫參加作品是2008年電視動畫《今天的五年二班》。其後成為自由身，2010年的電視動畫《WORKING!!》首次擔任作畫監督。
2012年以原畫一職參加過電影動畫《彩虹螢火蟲：永遠的暑假》（東映動畫製作）和《狼的孩子雨和雪》（細田守執導）。
2015年的電視動畫《不起眼女主角培育法》第一次擔任人物設定。

## 主要參加作品

### 電視動畫
- 記憶女神的女兒們（2008年，動畫）
- 出包王女（2008年，動畫）
- 今天的五年二班（2008年，原畫、第二原畫）
- 潘朵拉之心（2009年，原畫、OP原畫）
- 王牌投手 振臂高揮 ～夏季大會篇～（2010年，第二原畫、OP第二原畫）
- WORKING!!（2010年，作畫監督、原畫、OP原畫、第二原畫）
- 化物語（2010年，原畫）
- 黑執事II（2010年，原畫、OP2原畫）
- 世紀末超自然學院（2010年，原畫）
- WORKING'!!（2011年，作畫監督、OP原畫、第二原畫）
- 魔奇少年 the labyrinth of magic（2012年，OP1原畫）
- 刀劍神域（2012年，ED2原畫）
- Vividred Operation（2013年，補間動畫師、作畫監督、原畫、OP原畫、變身場面原畫）
- 現視研 二代目（2013年，原畫、OP原畫）
- 夜櫻四重奏 ～花之歌～ （2013年，演出、作畫監督、原畫、第二原畫）
- 宇宙浪子（2014年，原畫）
- Wake Up, Girls！（2014年，OP原畫、第二原畫）
- 世界征服 ～謀略之星～ （2014年，原畫）
- 魔劍姬！通（2014年，原畫）
- 魔神之骨（2014年，原畫）
- 四月是你的謊言（2014年，原畫）
- 不起眼女主角培育法（2015年，人物設定、總作畫監督、作畫監督、OP作畫監督、原畫）
- WORKING!!!（2015年，總作畫監督補佐、OP原畫）
- 超自然9人组（2016年，人物設定、總作畫監督、作畫監督、OP&ED作畫監督、原畫、第二原畫、第1話片尾插圖）
- 不起眼女主角培育法♭（2017年，人物設定[2]）
- Fate/Grand Order -絕對魔獸戰線巴比倫尼亞-（2019年，人物設定、總作畫監督、作畫監督）

### OVA
- 我的狐仙女友 ～盛夏的狂歡節～（2009年，原畫）
- 出包王女 OVA（2009年，原畫、OP原畫）
- 聖☆哥傳（2012年，原畫）
- 夜櫻四重奏 ～月之泣～（2013年，原畫、OP動畫）

### 網路動畫
- 日本動畫人展覽會『超人力霸王』（2015年，原畫）

### 電影動畫
- 虹色螢火蟲 ～永遠的暑假～（日语：虹色ほたる 〜永遠の夏休み〜）（2012年，原畫）
- 狼的孩子雨和雪（2012年，原畫）
- HAL（2013年，第二原畫）
- 劇場版 偶像大師：前往光輝的另一端！（2014年，第二原畫）
- 火影忍者劇場版：慕留人（2015年，原畫）
- 不起眼女主角培育法 Fine（2019年，人物設定）
- Fate/Grand Order -冠位時間神殿所羅門-（2021年，人物設定）

### 遊戲
- 偶像大師 閃耀祭典（2012年，原畫）

## 相關項目
- 日本動畫師列表

## 外部連結
- 高瀨智章的X（前Twitter） （日語）